# زمان الجزایر

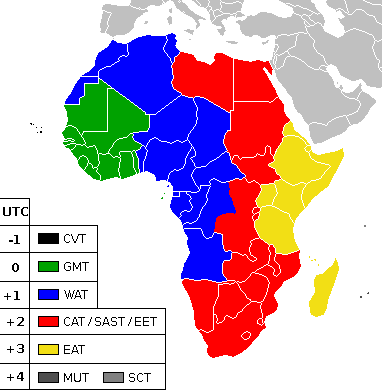
نمایی منطقه زمانی قاره آفریقا

زمان الجزایر یا زمان استاندارد الجزایر یا زمان استاندارد DPRA منطقه زمانی استاندارد برای کشور الجزایر است. این زمان ۱ ساعت جلوتر از ساعت گرینویچ / ساعت هماهنگ جهانی (یوتی‌سی ۱:۰۰+) است و با همسایه این کشور تونس همسو است.